# 运动皮层
运动皮层（英文：Motor cortex），是大脑皮层中负责掌控自主运动的区域。运动皮层位于额叶上的中央前回后部，在中央沟的正前方。

## 组成部分
运动皮层可分为三个主要区域：
1. 初级运动皮层。该部分是最主要的产生运动性神经冲动的区域，该信号可通过脊髓传递至肌肉。但脑部其它一些区域也参与行使此项职能，譬如中央旁小叶的前部[4]。
2. 前运动区。该部分位于初级运动皮层前方，负责控制运动的某些方面，包括运动的准备、运动中的感觉导向、空间导向以及身体的近端和躯干肌肉所参与的部分运动。
3. 运动辅助区。该部分位于初级运动皮层前方，研究认为其负责对运动的内在规划、对动作次序前后的组织以及身体两侧的协调等。

## 相关区域
- 后顶叶皮层（英语：Posterior parietal cortex）。该区域有时被认为是运动皮层区的一部分，但其应当只属于联络皮层（association cortex）而非运动皮层。该区域被认为可将多感官信息转化为运动指令，也参与对部分运动的规划，还拥有许多非运动性功能。[5][6]
- 初级体感皮层（英语：Primary somatosensory cortex）。该区域尤其是其中的3a区域，紧贴着运动皮层，有时被认为参与了对运动的控制。[7]

除大脑皮层外，其它与运动功能紧密相关的脑部区域还包括小脑（负责运动协调性）、基底核等等。